# Frank Cellier
Pour les articles homonymes, voir Cellier.
François Cellier Jr., né le 23 février 1884 à Surbiton (Grand Londres) et mort le 27 septembre 1948 à Londres, est un acteur anglais, connu comme Frank Cellier.

## Biographie
Fils du chef d'orchestre et compositeur François Cellier (en) (1849-1914), Frank Cellier débute en 1903 au théâtre et joue notamment à Londres, par exemple dans Le Songe d'une nuit d'été de William Shakespeare (1924-1925, avec Mary Clare et Edith Evans), L'École de la médisance de Richard Brinsley Sheridan (1929, avec Ian Fleming) et La Marquise d'Arcis de Carl Sternheim (1935, avec Vivien Leigh). Sa dernière pièce en 1946 est The Winslow Boy de Terence Rattigan (avec Emlyn Williams et Jack Watling).
À l'occasion d'une tournée théâtrale vers 1915 en Afrique du Sud, il y tourne son unique film muet, Gloria de Lorimer Johnston (1916). Il ne revient au cinéma qu'après le passage au parlant et contribue alors à quarante films britanniques sortis entre 1931 et 1948 (année de sa mort à 64 ans, d'une longue maladie).
Mentionnons Les Maudits du château-fort de Basil Dean (1934, avec John Loder et Margaret Lockwood), Les 39 Marches d'Alfred Hitchcock (1935, avec Robert Donat et Madeleine Carroll), Au service de Sa Majesté de Raoul Walsh (1937, avec Wallace Ford et John Mills), The Spider de Maurice Elvey (1940, avec Derrick De Marney et Diana Churchill), ainsi que Easy Money de Bernard Knowles (son avant-dernier film, 1948, avec Dennis Price et Jack Watling).
Enfin, à la télévision britannique naissante, il joue dans deux téléfilms d'origine théâtrale, le premier diffusé en 1937 (en deux parties), le second en 1939.

## Théâtre (sélection)
(pièces jouées à Londres, sauf mention contraire)
- 1914-1915 : Les Trois Mousquetaires (The Three Musketeers), adaptation par Sybil Ruskin du roman éponyme d'Alexandre Dumas
- 1923 : Advertising April d'Herbert Farjeon et Horace Horsnell
- 1924-1925 : Le Songe d'une nuit d'été (A Midsummer Night's Dream) de William Shakespeare
- 1925 : The Man wih a Load of Mischief d'Ashley Dukes
- 1927 : The Spot on the Sun de J. Hastings Turner
- 1928 : S.O.S. de Walter Ellis
- 1929 : L'École de la médisance (The School for Scandal) de Richard Brinsley Sheridan
- 1931 : The Improper Duchess et And So to Bed de James B. Fagan
- 1933-1934 : The Rivals de Richard Brinsley Sheridan
- 1935 : La Marquise d'Arcis (The Mask of Virtue) de Carl Sternheim, adaptation d'Ashley Dukes
- 1935 : Espionage de Walter C. Hackett
- 1937-1938 : Lady with Designs de Frank Gregory et Edgar Middleton
- 1938-1939 : Under Your Hat, comédie musicale, musique et lyrics de Vivian Ellis, livret d'Arthur MacRae
- 1941 : Quiet Weekend d'Esther McCracken (rôle repris dans l'adaptation au cinéma de 1946 : voir filmographie ci-dessous)
- 1946 : The Winslow Boy de Terence Rattigan

## Filmographie

### Cinéma (sélection)
(films britanniques, sauf mention contraire)
- 1916 : Gloria de Lorimer Johnston (film sud-africain) : Louis Martino
- 1933 : Soldiers of the King de Maurice Elvey : Colonel Philip Markham
- 1934 : Les Maudits du château-fort (Lorna Doone) de Basil Dean : Capitaine Jeremy Stickles
- 1934 : Colonel Blood (titre original) de W. P. Lipscomb : rôle-titre
- 1934 : The Fire Raisers de Michael Powell : Brent
- 1935 : Le Dictateur (The Dictator) de Victor Saville : Sir Murray Keith
- 1935 : Les 39 Marches (The 39 Steps) d'Alfred Hitchcock : le shérif Watson
- 1936 : Marie Tudor (Tudor Rose) de Robert Stevenson : Henri VIII
- 1936 : Cerveaux de rechange (The Man Who Changed His Mind) de Robert Stevenson : Lord Haslewood
- 1937 : Au service de Sa Majesté (O.H.M.S.) de Raoul Walsh : Sergent-Major Briggs
- 1937 : New York Express (Non-Stop New York) de Robert Stevenson : Sam Pryor
- 1938 : A Royal Divorce de Jack Raymond : Talleyrand
- 1938 : Soixante années de gloire (Sixty Glorious Years) d'Herbert Wilcox : Lord Derby
- 1940 : The Spider de Maurice Elvey : Julian Ismay
- 1941 : Cottage à louer (Cottage to Let) d'Anthony Asquith : John Forest
- 1941 : Love on the Dole de John Baxter : Sam Grundy
- 1942 : The Big Blockade de Charles Frend : Schneider
- 1946 : L'Archet magique (The Magic Bow) de Bernard Knowles : Antonio
- 1946 : Quiet Weekend d'Harold French : Adrian Barrasford
- 1948 : Easy Money de Bernard Knowles, segment The Teddy Ball Story : le directeur

### Télévision (intégrale)
- 1937 : Hassan, téléfilm (réalisateur non spécifié) : rôle-titre
- 1939 : Mary Rose, téléfilm (réalisateur non spécifié) : M. Amy